# نيكولا بيندر
نيكولا بيندر (بالألمانية: Nicolas Binder) هو لاعب كرة قدم نمساوي، ولد في 13 يناير 2002 في فيينا في النمسا. شارك مع منتخب النمسا تحت 17 سنة لكرة القدم.

## وصلات خارجية
- نيكولا بيندر على موقع قاعدة بيانات كرة القدم.إي يو (الإنجليزية)
- نيكولا بيندر على موقع Soccerway.com (الإنجليزية)
- نيكولا بيندر على موقع عالم كرة القدم.نت (الإنجليزية)